# Gijs Hakkert
Gijs Hakkert (Enter, 4 september 1996) is een Nederlandse radio-dj op NPO Radio 2.  

## Carrière
Gijs begon op zijn elfde bij de lokale omroep van de gemeente Wierden: RegioFM. Ook presenteerde hij op jonge leeftijd voor de Overijsselse Zieken Omroep, Radio 350, en verschillende online radiozenders. Hij studeerde Media and Entertainment Management in Leeuwarden.
Via de KRO-NCRV Radioschool kwam Hakkert in 2016 terecht op verschillende redacties van de KRO-NCRV. Hij werkte achter de schermen voor NPO Radio 1, deed verslag voor NPO Radio 5 en werkte mee aan onder andere Gijs 2.0 op NPO Radio 2.
Sinds 2017 is Hakkert werkzaam bij het programma De Wild in de Middag met Ruud de Wild. Eerst als stagiair, vanaf begin 2018 als producer. Sinds 2021 is hij, samen met Evi Hanssen en Vivienne van den Assem, sidekick.
Sinds januari 2025 presenteert hij voor PowNed het radioprogramma DagNacht op NPO Radio 2.